# Тоба Юй
Тоба Юй (кит. трад. 拓拔余, ?-452) — сяньбиец, правитель государства Северная Вэй.

## Биография
Один из младших сыновей императора Тоба Тао, год рождения неизвестен; его матерью была сестра жужаньского кагана Юйцзюлюй Ути, на которой император женился в 434 году в рамках мирного договора. В 442 году получил титул «Уского князя» (吳王). В 450 году, когда отец отражал нападение южнокитайской империи Сун, а наследник престола Тоба Хуан прикрывал северную границу от набегов жужаней, Тоба Юю было поручено оборонять столичный Пинчэн. В 452 году его титул был изменён на «Наньаньский князь» (南安王).
Тоба Юй близко сошёлся с евнухом Цзун Аем, который, ненавидя Тоба Хуана, в 451 году обвинил ряд его приближённых в преступлениях. Тоба Тао, поверив этим обвинениям, казнил их; Тоба Хуан впал после этого в глубокую депрессию, и летом 451 года скончался. Вскоре после этого выяснилось, что обвинения были ложными, и Тоба Тао стало не по себе от того, что он довёл сына до смерти. Опасаясь последствий, весной 452 года Цзун Ай убил Тоба Тао и издал фальшивый указ от имени императрицы о возведении на престол Тоба Юя.
Тоба Юй проводил время в пьянстве и развлечениях, а всеми важными государственными делами занимался Цзун Ай, занявший ряд государственных постов. Когда Тоба Юй решил попытаться взять власть в свои руки, Цзун Ай организовал его убийство. После этого Цзун Ай в результате переворота был лишён власти, а на престол взошёл Тоба Цзюнь.
Тоба Цзюнь похоронил пробывшего на троне всего семь месяцев Тоба Юя с княжескими, а не императорскими, почестями, и посмертное имя ему также дал княжеское, а не императорское: «Наньаньский Инь-ван» (南安隐王).

## Девизы правления
- Чэнпин (承平) 452